# Rozsnyói-hegység
A Rozsnyói-hegység (szlovákul: Volovské vrchy, németül: Volovecer Berge) a Gömör-Szepesi Érchegység egyik csoportja, mely az egykori Gömör és Szepes vármegyék határán, a Gölnic, Sajó, Csermosnya és Szomolnok völgyei közt terül szét. A hegység nyugat felől a dobsinai hegységhez, kelet felé a szomolnok-kassai csoporthoz csatlakozik. Fő gerince Dobsina felől délkeletre húzódik, kezdetben Szulova név alatt, mely 1258 m magasságot ér el; Rozsnyótól északra átmegy az 1290 m magas Pozsálló vagy Ökörhegybe (Volovec 1290 m), onnan odább húzódik az uhornai nyeregig (1000 m), melytől keletre a Pipityke (1226 m) emelkedik. Legmagasabb emelkedése a főgerinctől északra emelkedő Aranyasztal (1322 m). A hegységet túlnyomóan erdők borítják, a magasabb és szélesebb hátakon a havasi legelők is nagy kiterjedést érnek el.